# José António Primo de Rivera
José Antonio Primo de Rivera y Sáenz de Heredia, 1.º Duque de Primo de Rivera, 3.º Marquês de Estella (Madrid, 24 de abril de 1903 – Alicante, 20 de novembro de 1936), frequentemente referido apenas como José Antonio, foi um advogado e político espanhol, fundador da Falange Espanhola (mais tarde Falange Espanhola das JONS - Juntas de Ofensiva Nacional-Sindicalista) às vezes chamado de o "ausente", dado o seu desaparecimento nos alvores da Guerra Civil Espanhola.
Filho primogênito do General Miguel Primo de Rivera (de quem herdou o titulo de marquês de Estella e de Ajdir), que liderou a Espanha como ditador de 1923 a 1930, com o apoio do rei Afonso XIII. Primo de Rivera trabalhou como advogado antes de entrar para a política, um negócio que inicialmente era comprometido a prometer defender a memória de seu pai. 
O bisavô materno de José António pertencia a uma riquíssima família estabelecida em Havana (Cuba), que se dedicava ao negócio açucareiro, ao degradante comércio de escravos e utilização de mão de obra escrava nos seus negócios.

Fundou a Falange Espanhola em Outubro de 1933, pouco antes de se candidatar na Eleição Geral de 1933, na qual conquistou uma cadeira no Congresso dos Deputados da Segunda República Espanhola. Ele assumiu a postura de líder messiânico e tomou para si a tarefa de salvar a Espanha através da fundação de um partido Fascista, mas encontrou dificuldades em aumentar sua base política durante toda a sua carreira.
O capitalismo, por meio da concorrência terrível e desigual do grande capital contra a propriedade pequena, anulou o artesão, a pequena indústria e a pequena agricultura; colocou tudo e está colocando cada vez mais no poder dos grandes trusts, dos grandes grupos bancários. O capitalismo se reduz, ao final, à mesma situação de angústia, à mesma situação sub-humana do homem, desapegado de todos os seus atributos, de todo o conteúdo de sua existência, a empregadores e trabalhadores, a trabalhadores e empresários"
— José Antonio Primo de Rivera.
Foi executado pelas forças republicanas, durante a Guerra Civil Espanhola, no pátio da Prisão de Alicante. Foi sepultado com pompa no templo católico do Valle de los Caídos (renomeado Valle de cuelgamuros), até 25 de abril de 2023 quando foi exumado ao abrigo da Lei de Memória Democrática e transladado para o Cemitério de San Isidro em Madrid.